# 奧切雷托韋
49°42′4″N 35°17′17″E / 49.70111°N 35.28806°E
奧切雷托韋（羅馬化：Ocheretove）是位於烏克蘭東部的村莊，由哈爾科夫州博霍杜希夫區的瓦爾基市鎮負責管轄。該村始建於1650年，面積15.1平方公里，海拔高度145米，2001年人口232，人口密度每平方公里15.4人。